# O djelima kraljeva Dalmacije i Hrvatske
O djelima kraljeva Dalmacije i Hrvatske ili Djela kraljeva Dalmacije i Hrvatske dana na latinski od Marka Marulića splitskog patricija (lat. Regum Dalmatiae et Croatiae gesta ili Regum Dalmatiae et Croatiae gesta, a Marco Marulo Spalatensi Patricio Latinitate donata), slobodniji latinski prijevod tzv. Hrvatske redakcije Ljetopisa popa Dukljanina kojeg je 1510. preveo splitski renesansni književnik Marko Marulić (1450. – 1524.). Djelo je prvi put izdano u Amsterdamu 1666. godine kao sastavni dio djela O kraljevstvu Dalmacije i Hrvatske (De regno Dalmatiae et Croatiae) trogirskog povjesničara Ivana Lučića (1604. – 1679.).
Hrvatsku redakciju kronike zapisanu hrvackim pismom pronašao je splitski plemić Dmine Papalić dana 22. listopada 1500. godine u Krajini u domu Markovića u Poljicima, o čemu izvještava Marko Marulić u latinskom prijevodu tog teksta. Marulićev rukopis imao je naslov Povijest kraljeva Dalmacije i Hrvatske zajedno s poviješću pustošenja Salone (Regum Dalmatiae et Croatiae historia una cum Salonarum desolatione), a danas se čuva u Narodnoj biblioteci u Beogradu.
Hrvatska redakcija i Ljetopis Popa Dukljanina poklapaju se, i to samo djelomično, do 23. poglavlja, a onda se sasvim razilaze i vremenski i sadržajno. Zadnji dio ljetopisa pripovijeda legendu o nasilnoj smrti kralja Zvonimira na skupštini u petih crikvah na Kosovi prilikom čega je kralj Dmitar Zvonimir prije smrti prokleo nevirne Hrvate, koje je zatim kralj ugarski imenom Bela prvi podvrgnuo pod svoju vlast.

## Vanjske poveznice
- Mužić, Ivan, Hrvatska kronika u Ljetopisu Popa Dukljanina - archive.org